# Meridiano 8 este
El meridiano 8 este es una línea de longitud que se extiende desde el Polo Norte atravesando el océano Ártico, Europa, África, océano Atlántico, océano Antártico y la Antártida hasta el Polo Sur.
El meridiano 8 este forma un gran círculo con el meridiano 172 este.
Comenzando en el Polo Norte y dirigiéndose hacia el Polo Sur, el meridiano atraviesa:
| Coordenadas                    | País, territorio o mar | Notas                                                                                    |
| ------------------------------ | ---------------------- | ---------------------------------------------------------------------------------------- |
| 90°0′N 8°0′E / 90.000, 8.000   | Océano Ártico          |                                                                                          |
| 81°12′N 8°0′E / 81.200, 8.000  | Océano Atlántico       |                                                                                          |
| 63°28′N 8°0′E / 63.467, 8.000  | Noruega                |                                                                                          |
| 58°3′N 8°0′E / 58.050, 8.000   | Mar del Norte          | Pasando al oeste de Jutland, Dinamarca · Pasando al este de la isla Heligoland, Alemania |
| 53°43′N 8°0′E / 53.717, 8.000  | Alemania               |                                                                                          |
| 49°2′N 8°0′E / 49.033, 8.000   | Francia                |                                                                                          |
| 48°46′N 8°0′E / 48.767, 8.000  | Alemania               |                                                                                          |
| 47°34′N 8°0′E / 47.567, 8.000  | Suiza                  |                                                                                          |
| 46°1′N 8°0′E / 46.017, 8.000   | Italia                 |                                                                                          |
| 43°52′N 8°0′E / 43.867, 8.000  | Mar Mediterráneo       | Pasando al oeste de las islas de Cerdeña y San Pietro, Italia                            |
| 36°52′N 8°0′E / 36.867, 8.000  | Argelia                |                                                                                          |
| 34°28′N 8°0′E / 34.467, 8.000  | Túnez                  |                                                                                          |
| 33°7′N 8°0′E / 33.117, 8.000   | Argelia                |                                                                                          |
| 21°11′N 8°0′E / 21.183, 8.000  | Níger                  |                                                                                          |
| 13°19′N 8°0′E / 13.317, 8.000  | Nigeria                |                                                                                          |
| 4°32′N 8°0′E / 4.533, 8.000    | Océano Atlántico       | Pasando al oeste de la isla de Bioko, Guinea Ecuatorial                                  |
| 60°0′S 8°0′E / -60.000, 8.000  | Océano Antártico       |                                                                                          |
| 69°53′S 8°0′E / -69.883, 8.000 | Antarctica             | Tierra de la Reina Maud, reclamado por Noruega                                           |